# Pulversheim
Pulversheim é uma comuna francesa na região administrativa de Grande Leste, no departamento Alto Reno. Estende-se por uma área de 8,53 km². Em 2010 a comuna tinha 3 078 habitantes (densidade: 360,8 hab./km²).